# Майское дерево

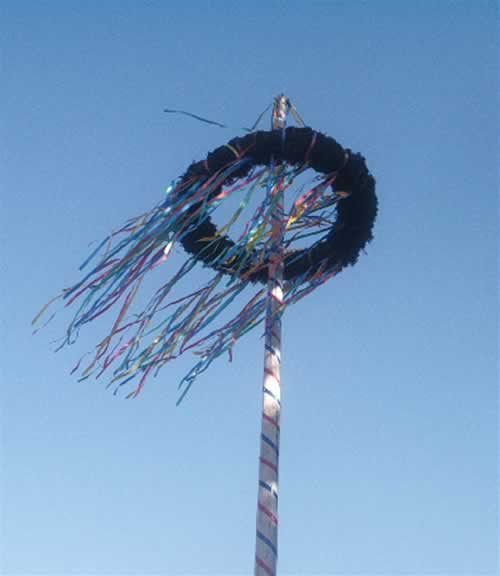
Майское дерево в Калькаре, Германия

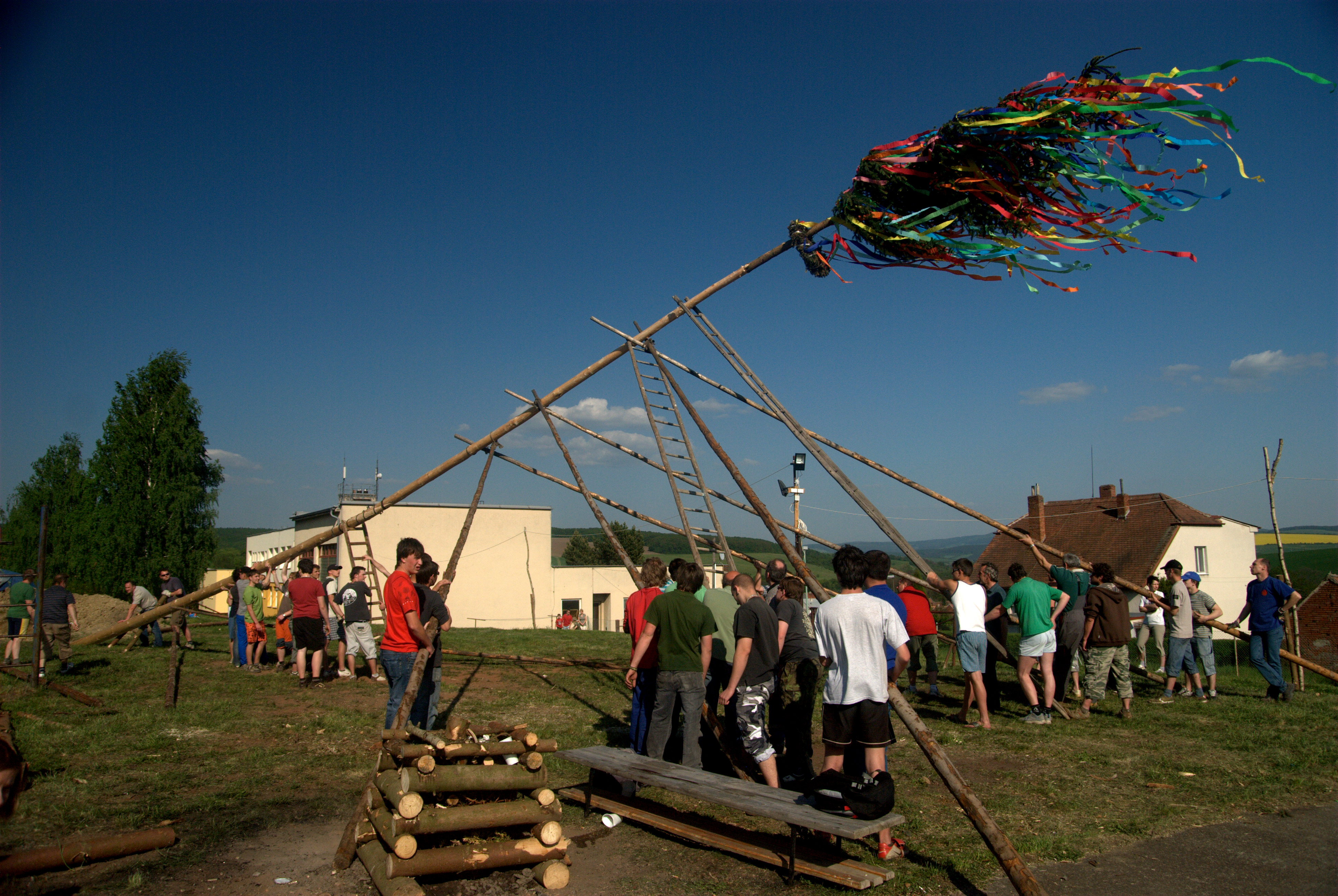
Установка майского дерева в Угерске-Градиште, Чехия

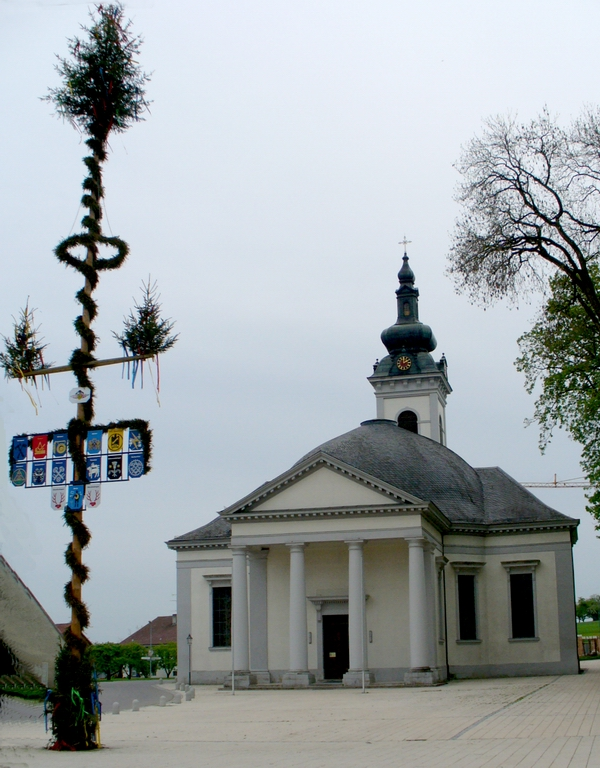
Майское дерево в Обердишингене

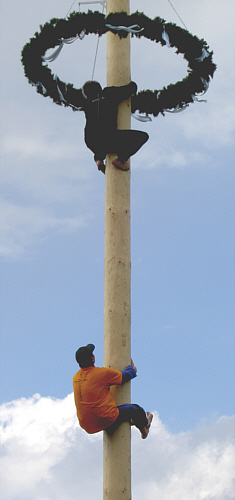
В Альпах существует традиция забираться на майское дерево

Ма́йское де́рево (лат. Arbor majalis, англ. maypole, нем. Maibaum, чеш. máje, пол. drzewko majowe, бел. май, рус. троицкая берёза) — украшенное дерево или высокий столб, который по традиции устанавливается ежегодно к первому мая, на Троицу или Иванов день на площадях в деревнях и городах Германии, Австрии, Чехии, Словакии, России, Скандинавии и других европейских стран. Вокруг дерева обычно устраиваются хороводы (круговые танцы) и состязания.
Форма украшений для майского дерева сильно различается в зависимости от региона. В некоторых местах каждый год ставят новое дерево, в других ствол используется много лет, но каждый год меняет свою «крону». В Восточной Фризии ствол хранится под водой и устанавливается каждый год к первому мая. В Германии и Скандинавии стволы часто очищают от коры и украшают цветными гирляндами, еловыми ветками или бумагой. В других местах кора не снимается, и ствол сохраняет естественный вид. На верхушке дерева часто прикрепляется венок (так называемая «корона») или разноцветные ленты.
В Баварии ствол майского дерева обвивают лентой из ткани или бумаги или красят спиральной полосой. При этом направление спирали установлено чётко: снизу вверх слева направо. По бокам майского дерева прикрепляют изображения бытовых сценок, рассказывающих о занятиях жителей этой деревни (рыболовство, земледелие, танцы, ремёсла и т. д.).

## Немецкие традиции

### Установка дерева
В Германии непосредственно перед установкой дерево часто проносят по деревне к центральной площади или к ресторану. Эта процессия обычно сопровождается духовым оркестром и множеством зрителей. Вечером устанавливают дерево.
В то время, как зрители развлекаются жареными сосисками и пивом, молодые люди с помощью длинных шестов пытаются привести дерево в вертикальное положение. После завершения работы обычно начинаются танцы.
В зависимости от региональных традиций майское дерево в конце месяца часто убирают и относят на склад. В некоторых районах Баварии его оставляют на целый год.

### Похищение майского дерева
Похищение майского дерева в вальпургиеву ночь — популярная традиция, связанная с майским деревом, которая сохраняется молодёжью. Майское дерево похищают по определённым правилам. Похищенное дерево принято выкупать. Выкупом может, например, служить угощение всех жителей похитившей дерево деревни. Похищать майское дерево полагается в ночь на 1 мая.
По традиции в Восточной Фризии похищение майского дерева можно предотвратить, если охрана майского дерева вовремя прикоснётся рукой к дереву при приближении похитителей. Если охрану удаётся отвлечь, либо похитители успеют три раза коснуться лопатой земли у майского дерева, то на стволе прикрепляется табличка, информирующая, что дерево похищено. Затем сразу или на следующий день оно вывозится похитившими и ставится рядом с собственным майским деревом.
Майское дерево в Верхней Австрии устанавливают за три дня до 1 мая и зорко охраняют. В этом районе традиция разрешает похитить только установленное дерево. При этом демонтировать дерево можно только тем же способом, каким оно было установлено. Тракторы и краны для похищения дерева можно использовать только если они применялись при его установке. Иногда для охраны майского дерева устанавливают настоящую сигнализацию и блокируют подход к майскому дереву грузовиками. Несмотря на все меры предосторожности, похищения майских деревьев происходят каждый год. Похищенное майское дерево выкупают за несколько бочек пива, которое пострадавшие владельцы дерева и его похитители выпивают вместе.
В баварской полиции принято закрывать глаза на такого рода преступления в отношении майских деревьев. Обратившийся в полицию по поводу кражи майского дерева будет нещадно высмеян.
Бургомистр австрийского Линца Франц Добуш прославился тем, что отказался выкупать похищенное майское дерево. В ночь со 2 на 3 мая 2008 г. второе майское дерево, установленное на оживлённой главной площади Линца взамен украденного, было также украдено.

### Майское дерево и любовь
В некоторых районах Германии холостые мужчины устанавливают маленькие майские деревья у домов незамужних женщин деревни. Для этого надо отправиться в лес, выкопать молодое деревце и посадить его перед дверью или перед окном особы, которой хотят воздать почести. Впрочем, «посадить» — это большое преувеличение: обычно речь идёт не о целом дереве, выкопанном и посаженном по всем правилам, а всего лишь о ветке, срезанной в лесу и воткнутой в землю перед домом суженой. Дерево выбирают не просто так, а со смыслом: ветка липы означает признание в любви, ветка розового куста восхваляет красоту избранницы; ветвь боярышника прославляет её чистоту; а ветвь бузины, напротив, указывает на её непостоянство. В других регионах, например, в Рейнланде майское дерево устанавливается парнями перед домами своих любимых. К нему также полагается майское сердце с именем любимой девушки, которое вырезается из картона или дерева.
Майское дерево стоит до первого июня, а потом поставивший его забирает. Если девушке нравится кавалер, то его приглашают на ужин или дарят ему ящик пива. В других местах существует традиция, согласно которой мать девушки дарит парню пирожное, отец — ящик пива, а девушка награждает его поцелуем.
В некоторых регионах в високосный год майские деревья ставят не парни, а девушки.

## Истоки
Традиция установки майских деревьев относительно молодая, но имеет древние корни.
Римляне с 28 апреля по 1-е мая праздновали Флоралии — праздник в честь богини цветов и трав Флоры. Первого мая с утра Римляне обоего пола выходили в поле с музыкой собирать зелёные ветви, коими украшали двери своих родственников и друзей. В этот день было празднество Majuma в воспоминании о Майе, доброй богине. В этот праздник Римляне обливали друг друга и купались в Тибре, в который весталки бросали тростниковые чучела в честь Сатурна (бог времени).
У греков Первое мая — весёлый праздник, похожий на русский Семик. Ещё в конце XIX века двери домов у них украшались цветами и ветвями деревьев, и вся Греция встречала начало лета в рощах и садах народными увеселениями.
В Швеции и Вестфалии 1-го мая трижды ударяют молодых коров, которые ещё не телились, веткой рябины, «дабы плодотворящая сила громового прута наполнила их сосцы молоком»; в других же областях пользуются при выгоне скота ореховым прутом (также прут Громовника). С этим согласуется следующий известный в Германии обряд: чтобы коровы были богаты молоком, пастух должен 1-го мая, при выгоне стад на пастбище, положить перед порогом хлева топор, обвязанный чем-нибудь красным (символ молота Громовника), и перегнать через него коров.
У германских племён на Троицын день или 1-го мая, соблюдался в старые годы такой обычай: из среды юношей избирался «майский граф»; затем привозили из лесу повозку, нагруженную зелёными ветками и венками; один «майский венок» был вручаем бургомистром и городским советом «майскому графу»; остальные связки зелени шли в раздел между местными жителями, но самая большая часть их отдавалась в монастыри и церкви. Церковные башни были украшаемы древесными ветвями, а помосты храмов усыпались обрезками кустарников и полевыми цветами. Нередко майскому князю вручались два венка и предоставлялось право избрать из числа девиц царицу праздника — «майскую графиню»; на эту последнюю он возлагал один из своих венков. Существовал также обычай искать «майского графа»: для этого вооружённая толпа юношей отправлялась в лес и немного погодя возвращалась оттуда вместе с «майским графом», который ехал верхом на коне, опутанном гибкими зелёными ветвями, или в повозке, запряжённой в четыре лошади и убранной разным «клечаньем». Этим торжественным поездом означался возврат бога весеннего плодородия (Громовника) из дальних неведомых стран, где проводил он зиму. В разных местах Германии на первое мая или Троицын день и доныне продолжают украшать дома зеленью, а на центральной площади ставить «майское дерево» (нем. Maibaum). Майским деревом чаще всего выступает берёза. Селяне ездят ватагами на лошадях с зелёными ветвями в руках или на шляпах, что называется в Германии и Дании «привозить лето на конях в село». Тогда же поются весёлые песни, устраиваются Майские братчины.
В Англии в XVI и XVII столетиях на первый день мая ранним утром юноши и девицы, в сопровождении музыкантов, отправлялись в ближайший лес, сламывали древесные ветви, убирали их цветами и, воротившись домой, ставили эти майские знамения на дверях и окнах своих жилищ. Тогда же общими усилиями срубали они большое дерево и привозили его в город или деревню на нескольких парах быков; каждому быку прикрепляли между рогами букет цветов; это «майское дерево» ставили посреди площади и предавались вокруг него играм и пляскам. Англичане усилили символизм плодородия, добавив к дереву-шесту (мужское начало) диск (женское начало). Распорядитель празднества назывался «король мая», а избранная ему в подруги — «королева мая». В средние века в этот день девушки умывались росой, считая, это сделает их неотразимыми на весь следующий год. Ещё в этот праздник всегда проводились соревнования по стрельбе из лука.
Чехи на майский праздник избирают «краля» и «кральку», и неделя, в которою происходит это народное гульбище, известна под именем «кралевой». Краль и кралька являются на праздник увенчанные коронами и убранные цветами. В деревнях Моравии ставят «маи» или «майки» — высокую жердь без коры и веток с верхушкой, украшенной лентами и венком. Сохранилась главная цель — уберечь майку от парней из соседних деревень, которые стараются её срубить или обрубить верхушку и унести в свою деревню. Срубленная или украденная майка считалась большим позором для деревни. Один из вариантов — маленькие майки. Их со средневековья 1 мая ставят перед домом девушки как объяснение в любви. Чехи рассвет 1-го мая называют «коровьем времем» (чеш. kravske hody) и выгоняют в это время коров метлой или вербой, обтирают их утренней росой, этой же росою умываются и девицы, чтобы стать здоровыми и красивыми. Такой обряд мог совершаться и на Троицу.
Словенцы, празднуя возврат (разгар) весны, назначают одного из юношей представлять Зелёного Егора (Юрия) и обвязывают его берёзовыми ветками. Срубленные деревья, которыми украшают в это время дома, называются майями.
В Литве 1-го мая уставляли на лугу зелёное дерево, обвешанное разноцветными лентами; сельская молодёжь, избрав из своей среды самую красивую девушку, надевала ей на голову венок, обвивала её стан берёзовыми ветвями и весёлою толпою сопровождала её на место гульбища. Там, возле майского дерева, начинались танцы и песни, с постоянно повторяемым возгласом: о майя, о майя!
В Испании наряжают прекрасную поселянку в белое платье и увенчав её цветами, сажают на трон, а юные подруги, окружающие её, делают сбор для «Майи». В Пиренеях 1-го мая отыскивали самое высокое дерево: ель, сосну или тополь, обрубали на нём все ветви, вбивали в ствол несколько кольев и оставляли на корню до 23-го июня; накануне же Иванова дня, после данного священником благословения, сваливали это дерево наземь и предавали сожжению.
У поляков, белорусов, русинов, кашубов и чехов, сохранивших древние славянские названия остальных месяцев, пятый месяц теперь называется «май». Это не только отражает влияние Византии на русских и русинов и латыни и немецкого — на вендов, кашубов, поляков и чехов, или наличие в этом месяце Праздника 1 мая, чем было вызвано переименование белорусами при Советской власти, но, вероятно, говорит о том, что слово «май» у славян обозначало богиню (Земли?) или праздник в честь неё. По польски «май» (may) означает также зелень, зелёная ветвь берёзы, «умаичь глове» (пол. umaić głowę) означает «увенчать голову венком». «Май, майовки» (пол. maj, majówki) — майские гуляния, маёвки, праздник весны в первом её цветении. У древних жителей, говорит Л. Голембовский, была богиня Мая, коей они воздавали почтение в первый день этого месяца. Ещё при короле Сигизмунде Августе в некоторых округах сходились наряженные молодицы на луг и, схватившись руками, составляли хоровод и с упоительными плясками возглашали похвалы весне.
В своей сегодняшней высокой форме с зелёной верхушкой и венком майское дерево известно с XVI века. В XIX веке оно появилось как символ местного самоуправления в деревнях Баварии. Появилось множество традиций, связанных с майским деревом, которое значительно различались от деревни к деревне.

## Галерея

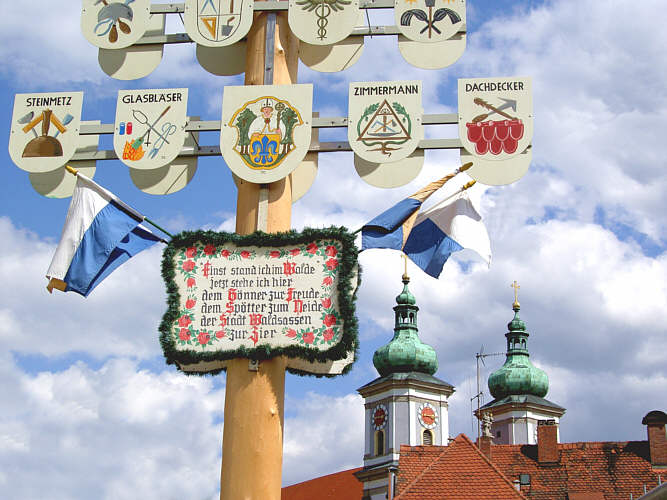
Майское дерево в Вальдзассене в Баварии
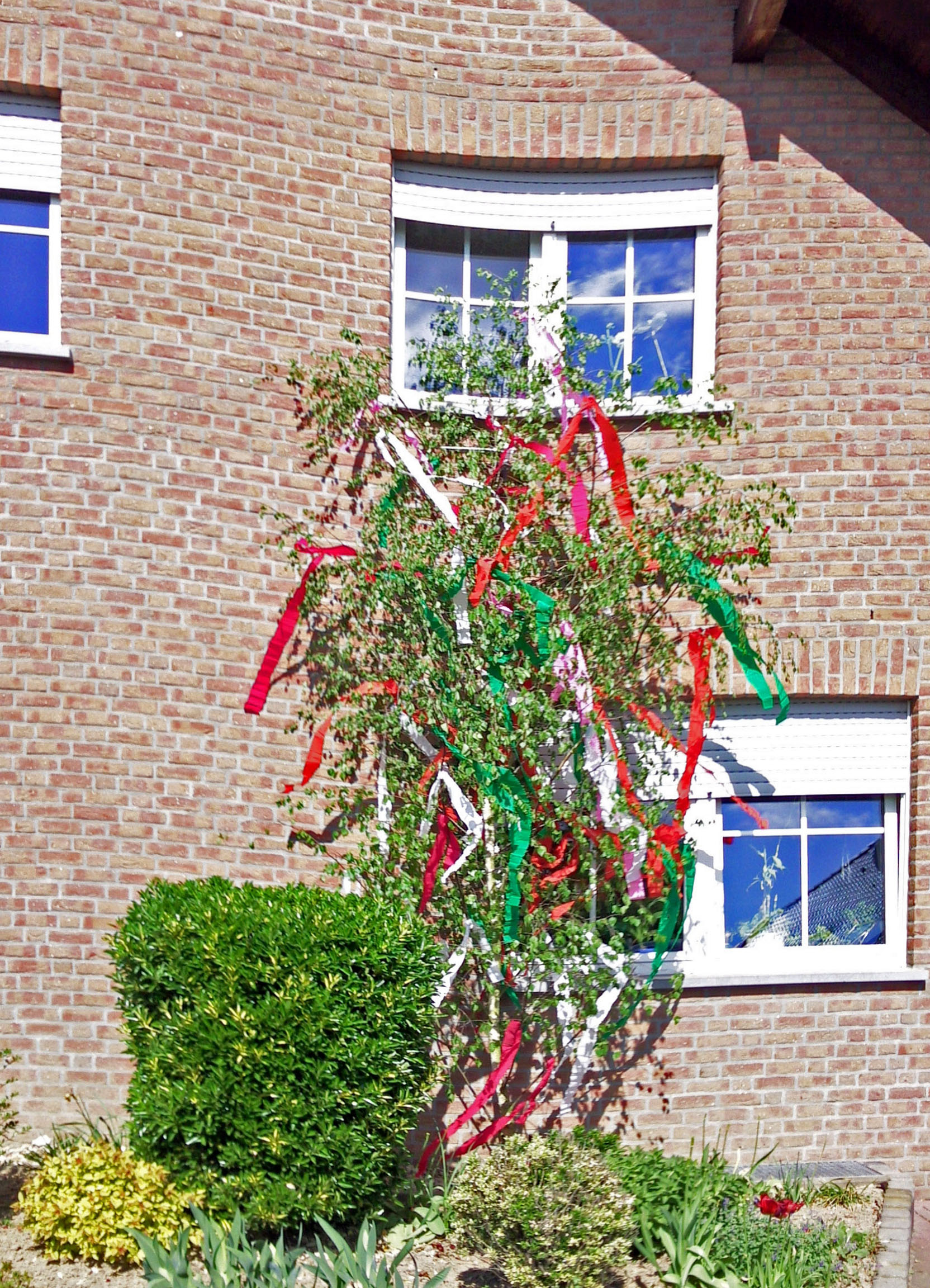
Украшенная берёзка. Германия. 01.05.2010
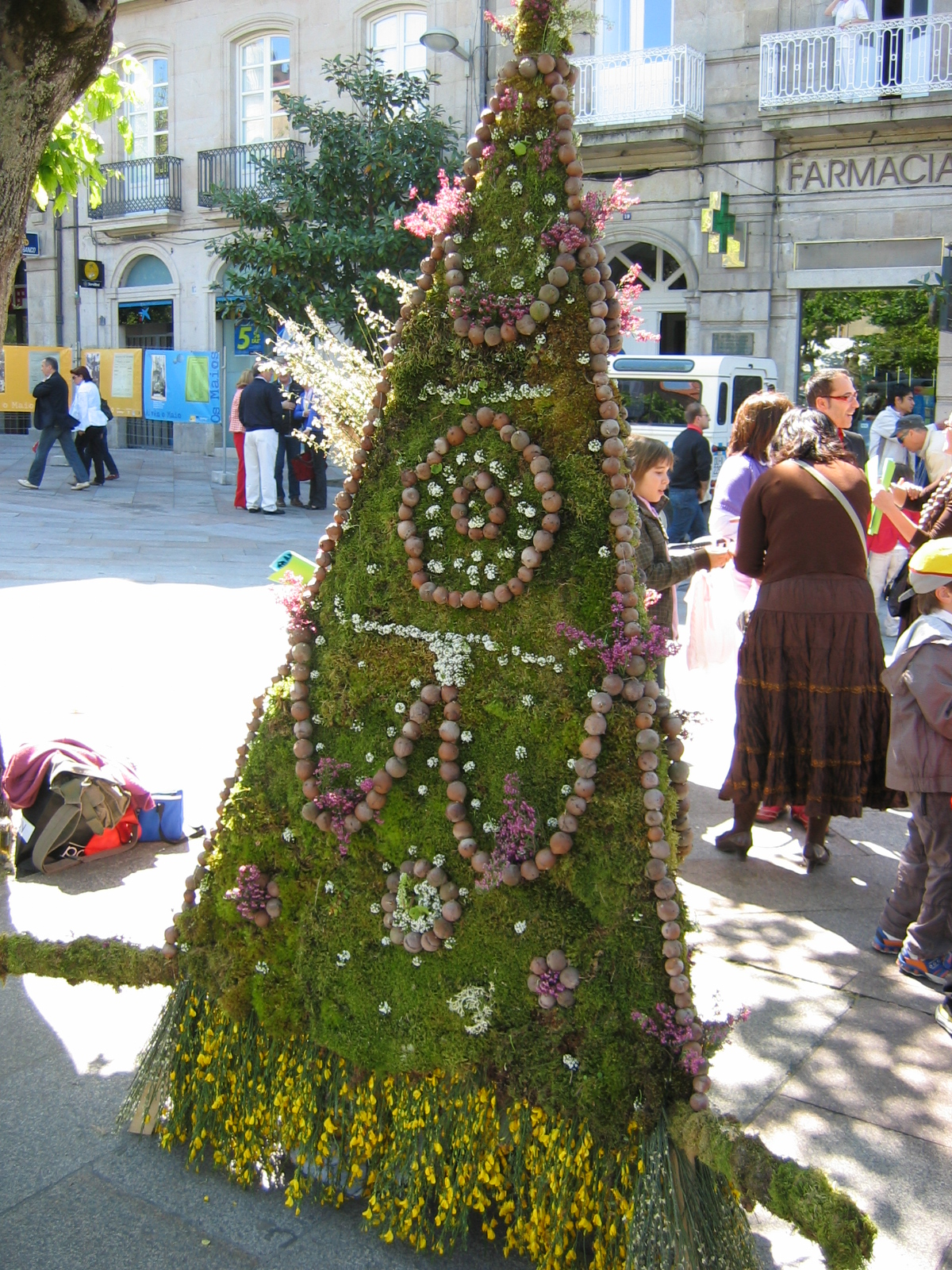
Майское дерево в Галисии. Испания, 2009
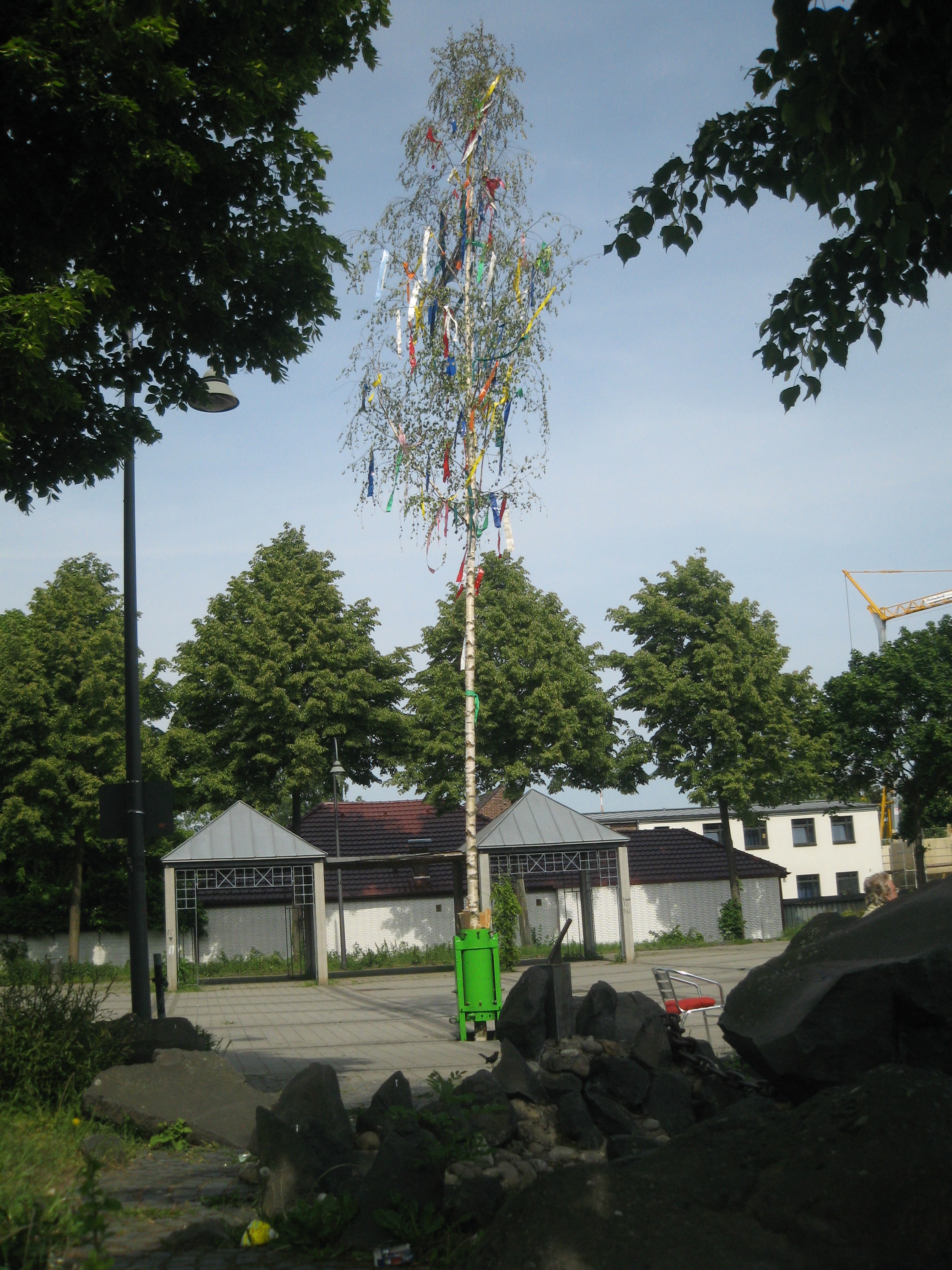
Берёза, как Майское дерево в Кёльне. 5.05.2011
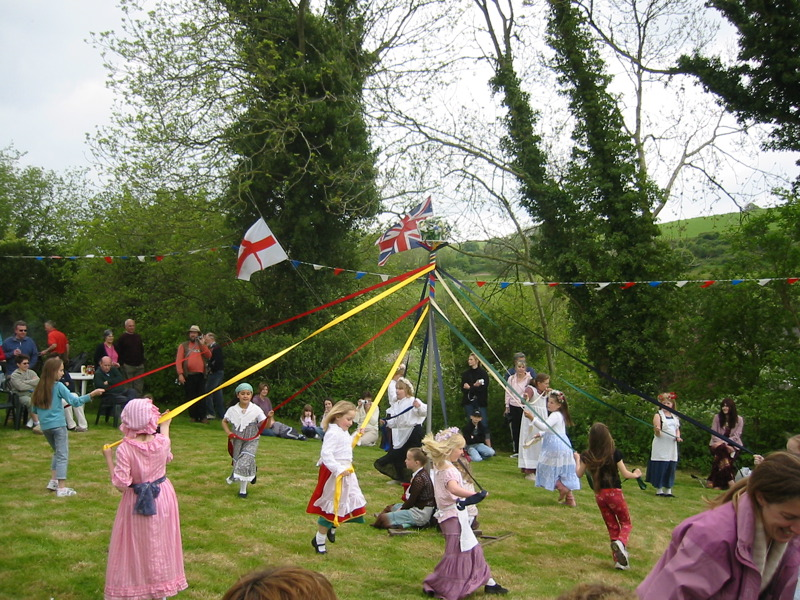
Танец вокруг «майского дерева» в Англии. 2005
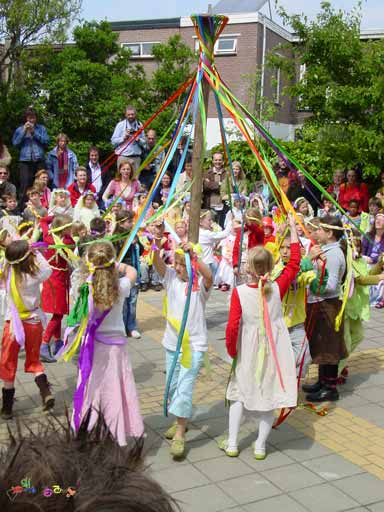
Обряд «майского дерева» на Троицу в Нидерландах. 2005
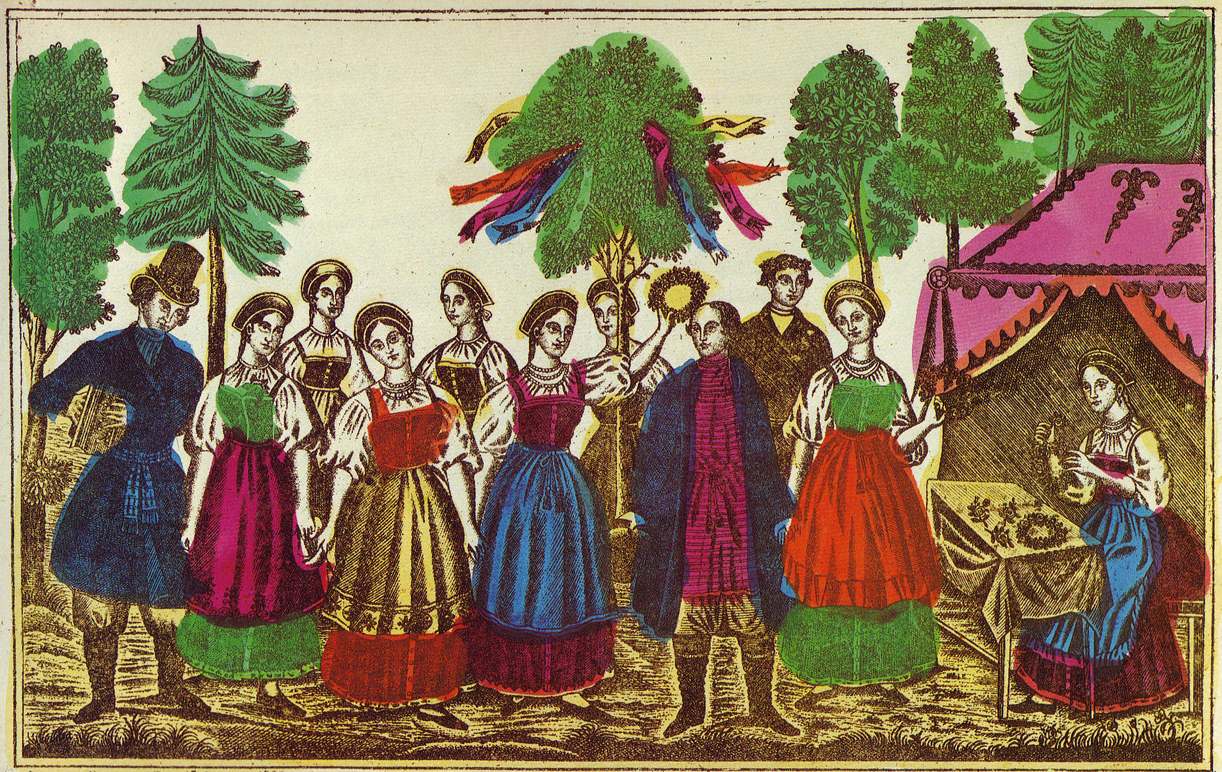
Троицкая берёза на Руси. XIX век.
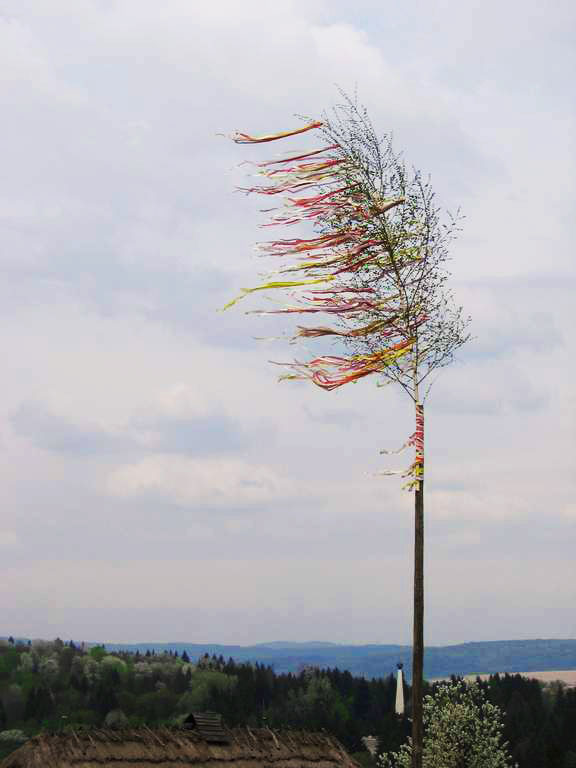
Праздничная берёза в г. Свидник в Словакии. 13.05.2006
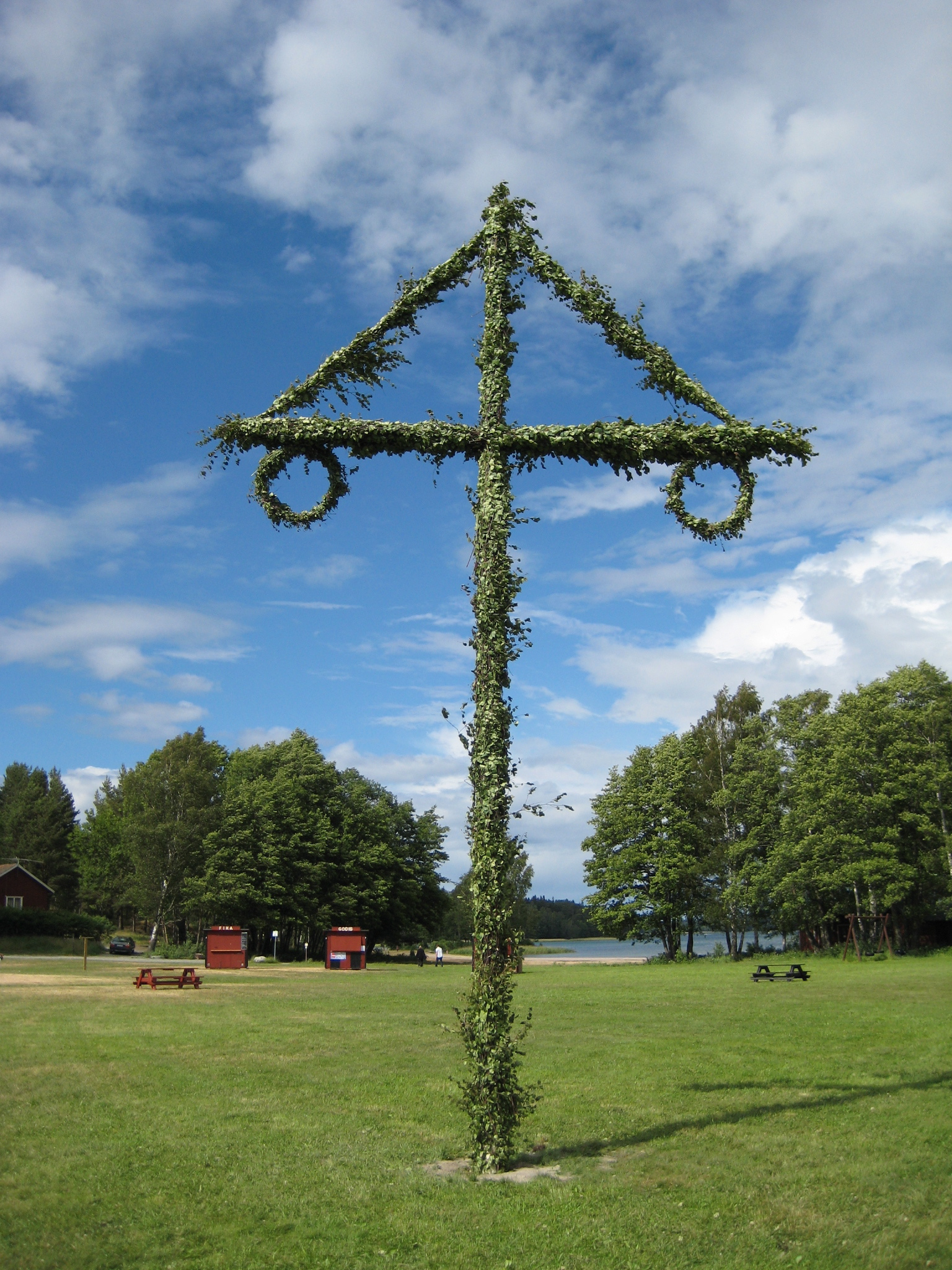
Столп летнего солнцестояния в Швеции. 21.06.2008
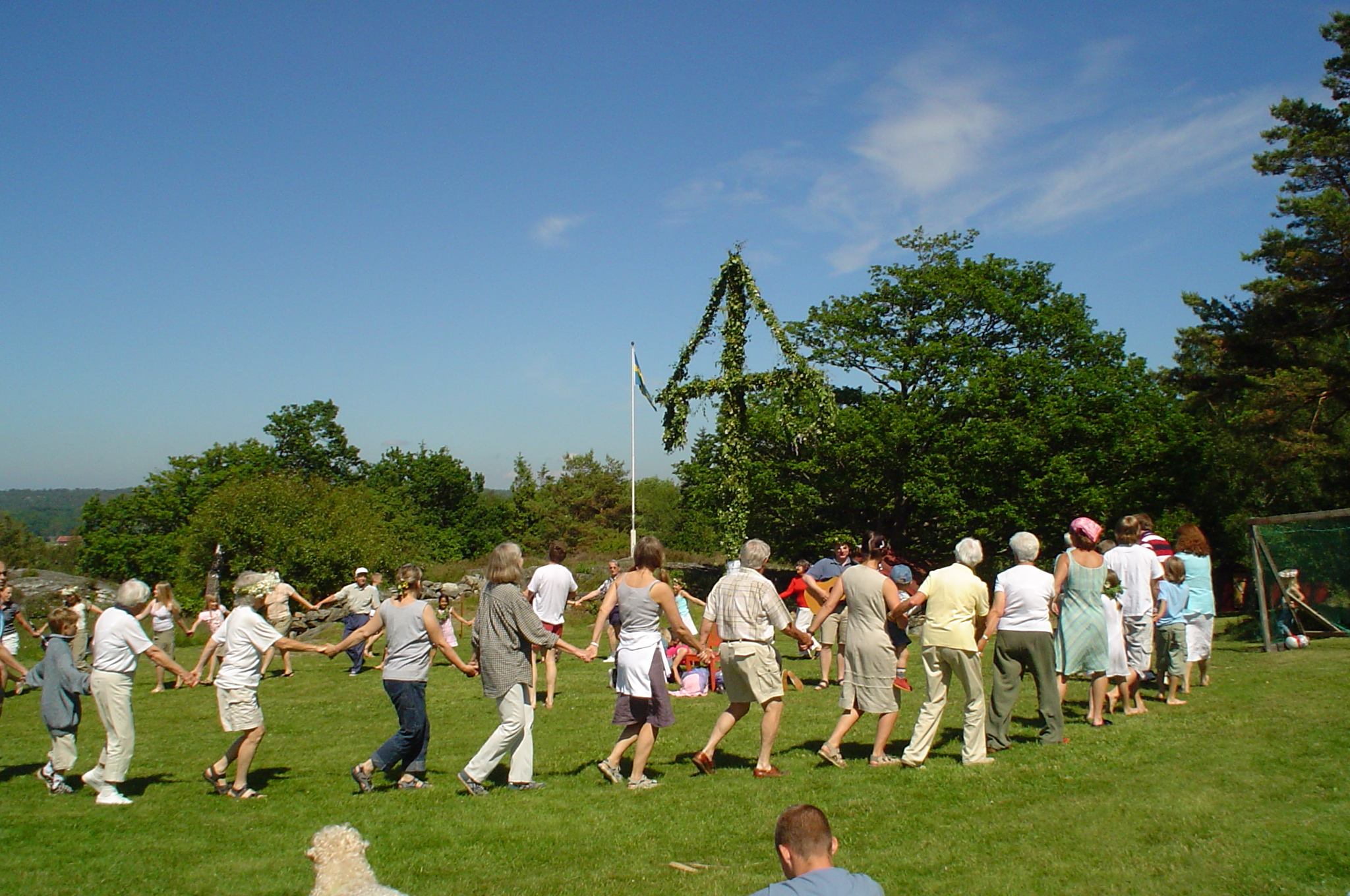
Праздник летнего солнцестояния в Швеции. Июнь 2005
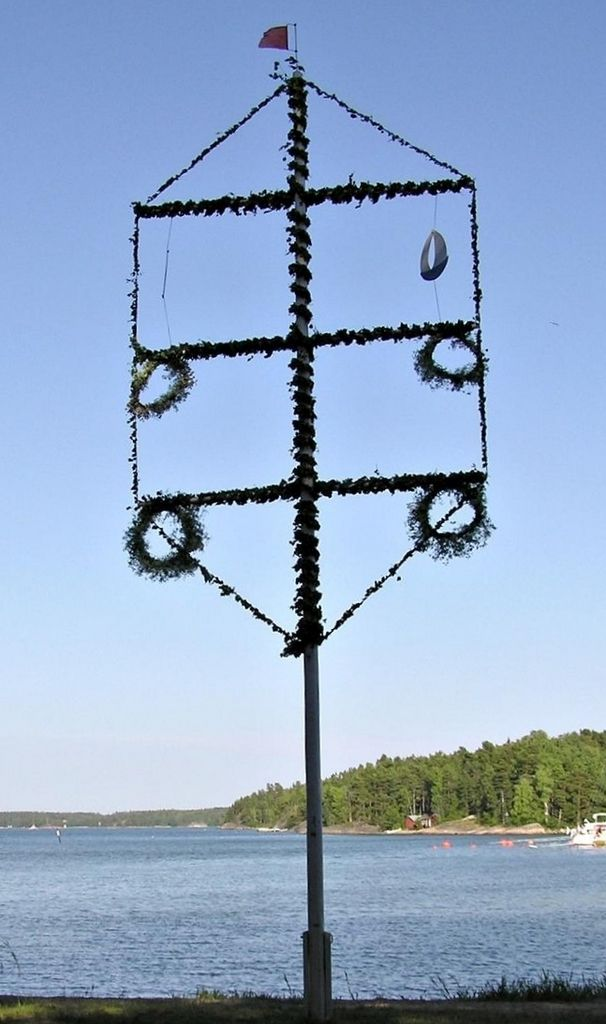
Майское дерево или «Иванов столп» в Финляндии. 25.06.2004
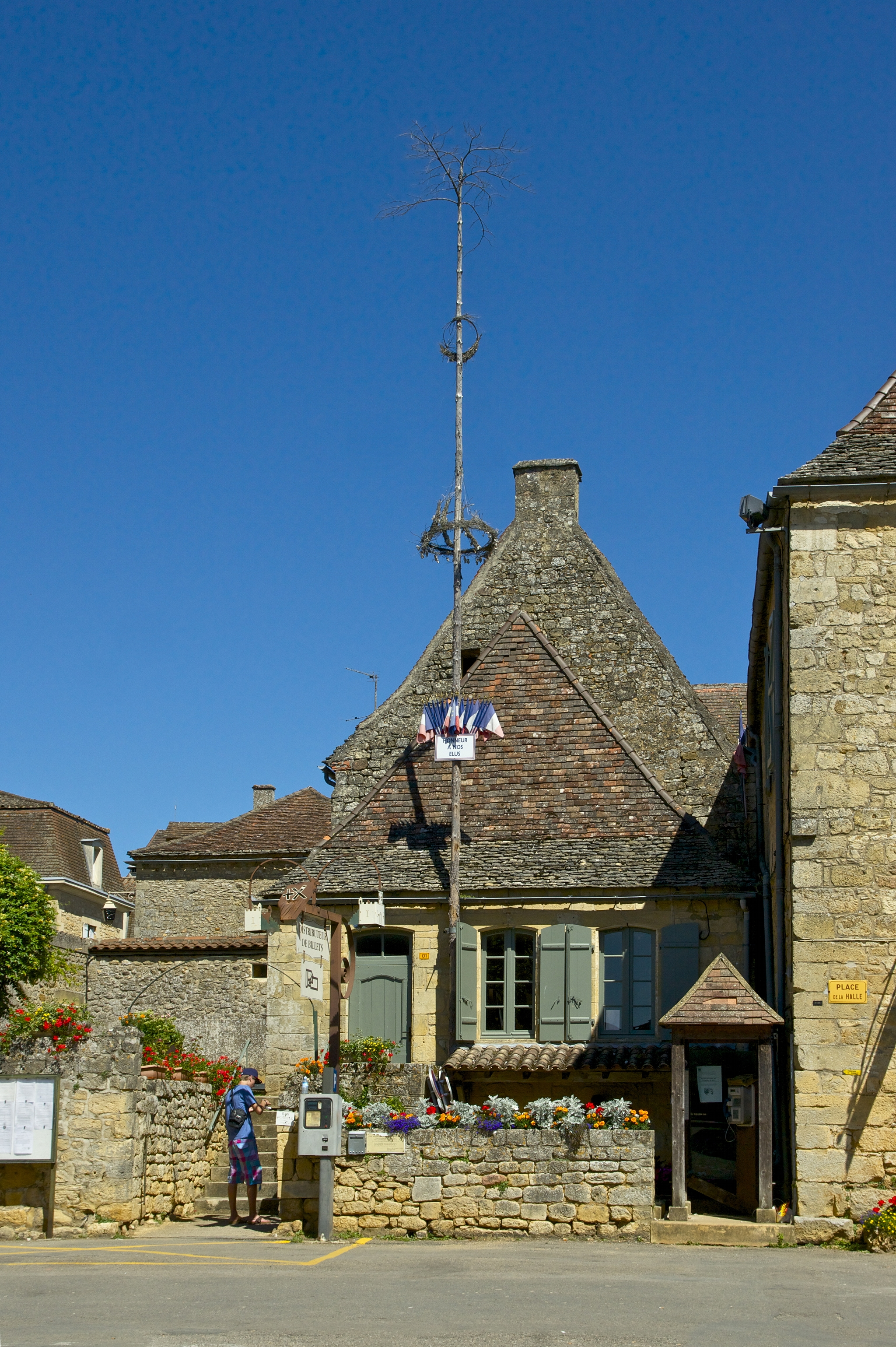
Майское дерево в перигорском Доме (Дордонь, Франция)